# Fuyot-Spring-Nationalpark
Der Fuyot-Spring-Nationalpark liegt in der Provinz Isabela auf der Insel Luzon in den Philippinen. Der Nationalpark wurde 1938 auf einer Fläche von 832 Hektar in der Component City Ilagan etabliert. Der Nationalpark liegt in den westlichen Gebirgszügen der Sierra Madre, ca. 405 Kilometer nördlich von Manila.    
Das Gebiet des Nationalparks gilt bisher nur wenig erforscht, zu den Hauptattraktionen gehören die Santa Victoria-Höhlen, die zusammen mit der Palanan-Insel und dem Pinzal-Wasserfällen zum Isabela Sanctuary gerechnet werden. Das größte Naturschutzgebiet der Philippinen, der Northern Sierra Madre Natural Park, liegt östlich des Nationalparks.